# Guia d'ones
|  | Aquest article tracta sobre les guies d'ones òptiques. Vegeu-ne altres significats a «guia d'ones (electromagnetisme)». |

Una guia d'ones és un dispositiu utilitzat en òptica i telecomunicacions que permet dirigir i transmetre ones, habitualment electromagnètiques i acústiques.

## Història
La primera guia d'ona va ser proposada per Joseph John Thomson a 1893 i experimentalment verificada per O. J. Lodge a 1894. L'anàlisi matemàtica dels modes de propagació d'un cilindre metàl·lic buit va ser realitzat per primera vegada per Lord Rayleigh a 1897.
En alguns sistemes de telecomunicacions utilitzen la propagació d'ones en l'espai lliure, però també es pot transmetre informació mitjançant el confinament de les ones en cables o guies. A altes freqüències les línies de transmissió i els cables coaxials presenten atenuacions molt elevades pel que impedeixen que la transmissió de la informació sigui l'adequada, són poc pràctic per a aplicacions en HF (alta freqüència) o de baix consum de potència, especialment en el cas del senyal les longituds d'ona són de l'ordre de centímetres, és a dir, microones.
La transmissió de senyals per guies d'ona redueix la dissipació d'energia, és per això que s'utilitzen en les freqüències denominades de microones amb el mateix propòsit que les línies de transmissió a freqüències més baixes, ja que es presenten poca atenuació per al maneig de senyals d'alta freqüència.
Aquest nom, s'utilitza per designar els tubs d'un material de secció rectangular, circular o el·líptica, en els quals la direcció de l'energia electromagnètica és principalment conduïda al llarg de la guia i limitada en les seves fronteres. Les parets conductores del tub confinen l'ona a l'interior per reflexió, a causa de la llei de Snell a la superfície, on el tub pot estar buit o farcit amb un dielèctric. El dielèctric li dona suport mecànic al tub (les parets poden ser primes), però redueix la velocitat de propagació.
A les guies, els camps elèctrics i els camps magnètics estan confinats en l'espai que es troba al seu interior, d'aquesta manera no hi ha pèrdues de potència per radiació i les pèrdues al dielèctric són molt baixes, ja que sol ser aire. Aquest sistema evita que hi hagi interferències en el camp per altres objectes, al contrari del que passava en els sistemes de transmissió oberts.

## Principis d'operació
Depenent de la freqüència, es poden construir amb materials conductors o dielèctrics. Generalment, com més baixa és la freqüència, major és la guia d'ona. Per exemple, l'espai entre la superfície terrestre i la ionosfera, l'atmosfera, actua com una guia d'ona. Les dimensions limitades de la Terra fan que aquesta guia d'ona actuï com cavitat ressonant per les ones electromagnètiques a la banda ELF. (vegeu ressonància Schumann).
Les guies d'ona també poden tenir dimensions de pocs centímetres. Un exemple pot ser les utilitzades pels satèl·lits de EHF i pels radars.

### Anàlisi
Les guies d'ona electromagnètiques s'analitzen resolent les equacions de Maxwell. Aquestes equacions tenen solucions múltiples, o  maneres, que són els autofuncions del sistema d'equacions. Cada manera és doncs caracteritzat per un autovalor, que correspon a la velocitat de propagació axial de l'ona en la guia.
Els modes de propagació depenen de la longitud d'ona, de la polarització i de les dimensions de la guia. El mode longitudinal d'una guia d'ona és un tipus particular d'ona estacionària format per ones confinades a la cavitat. Els modes transversals
es classifiquen en tipus diferents:
- Manera TE (Transversal elèctric), la component del camp elèctric en la direcció de propagació és nul.
- Manera TM (Transversal magnètic), la component del camp magnètic en la direcció de propagació és nul.
- Manera TEM (Transversal electromagnètic), la component tant del camp elèctric com del magnètic en la direcció de propagació és nul.
- Manera híbrid, són els que sí que tenen component en la direcció de propagació tant en el camp elèctric com en el magnètic.

En guies d'ona rectangulars el mode fonamental és el TE  1,0  i en guies d'ona circulars és el TE  1,1.
L'amplada de banda d'una guia d'ona ve limitada per l'aparició de modes superiors. En una guia rectangular, seria el TE  0,1. Per augmentar aquesta amplada de banda s'utilitzen altres tipus de guia, com l'anomenada " Double Ridge ", amb secció en forma de "H".

## Aplicacions
Les guies d'ona són molt adequades per a transmetre senyals a causa de la seva baixes pèrdues. Per això, es fan servir en microones, malgrat la seva amplada de banda limitat i volum, més gran que el de línies impreses o coaxials per a la mateixa freqüència.
També es realitzen diferents dispositius en guies d'ona, com acobladors direccionals, filtres, circuladors i altres.
Actualment, són especialment importants, i ho seran més en el futur, les guies d'ona dielèctriques treballant a freqüències de la llum visible i infraroja, habitualment anomenades fibra òptica, útils per a transportar informació de banda ampla, substituint els cables coaxials i enllaços de microones en les xarxes telefòniques i, en general, les xarxes de dades.

## Tipus de guies d'ones
Hi ha molts tipus de guies d'ona, presentant aquí les més importants:
- Guia d'ona rectangular (circular, el·líptica): Són aquelles la secció transversal és rectangular (circular, el·líptica).
- Guia d'ona de feix:  Guia d'Ona  constituïda per una successió de lents o miralls, capaç de guiar una ona electromagnètica.
- Guia d'ona paredada: Formada per dos cilindres metàl·lics coaxials units en tota la longitud per un envà radial metàl·lic.
- Guia d'ona acanalada, guiada en V; guiada a H: Guia d'ona rectangular que inclou ressalts conductors interiors al llarg d'una de cada una de les parets de major dimensió.
- Guia d'ona càrrega periòdicament:  Guia d'ona  en què la propagació ve determinada per les variacions regularment espaiades de les propietats del medi, de les dimensions del medi o de les superfícies de contorn.
- Guia d'ona dielèctrica: Formada íntegrament per un o diversos materials dielèctrics, sense cap paret conductora.

## Guia d'ones conductora
1. Guia d'ones conductora. Teoria general
2. Guia rectangular
3. Guia plana
4. Guia cilíndrica
5. Guia coaxial
6. Potència transmesa
7. Atenuació

### Guia d'ones conductora. Teoria general

#### Camp electromagnètic en una guia conductora
Suposarem una estructura cilíndrica de secció recta qualsevol, infinitament llarga i amb parets constituïdes per un conductor perfecte (conductivitat {\displaystyle \gamma _{2}=\infty }). La part interior de l'estructura de la guia està plena d'un dielèctric perfecte ({\displaystyle \epsilon ,\mu }). Aquest sistema s'anomena guia d'ones conductora i s'utilitza com un sistema on es propaguen les ones electromagnètiques d'una forma guiada.
Utilitzarem (s, z) com a coordenades, on les s seran les coordenades transversals (que són (x, y) o (r, φ)). A l'interior de la guia tenim un camp electromagnètic que es propaga verificant l'equació d'ones:
{\displaystyle \Delta {\vec {E}}-\epsilon \mu {\frac {\partial ^{2}{\vec {E}}}{\partial t^{2}}}=0}
Si prenem camps sinusoidals: 
{\displaystyle {\vec {E}}(s,z,t)={\vec {E}}(s,z)e^{j\omega t}}
tindrem:
{\displaystyle \Delta {\vec {E}}+k^{2}{\vec {E}}=0}, 
on:
{\displaystyle k=\omega {\sqrt {\epsilon \mu }}={\frac {\omega }{v}}}.
Si fem {\displaystyle {\vec {E}}(s,z,t)={\vec {E}}_{s}+E_{z}{\hat {a}}_{z}}, cada component del camp complirà l'equació:
equació transversal: {\displaystyle \Delta {\vec {E}}_{s}+k^{2}{\vec {E}}_{s}=0}
equació axial: {\displaystyle \Delta E_{z}+k^{2}E_{z}=0\,\!}
on la segona expressió és una equació escalar del component axial del camp elèctric, gràcies al fet que el vector {\displaystyle {\hat {a}}_{z}} és constant en mòdul direcció i sentit.
El camp magnètic complirà també:
equació transversal: {\displaystyle \Delta {\vec {H}}_{s}+k^{2}{\vec {H}}_{s}=0}
equació axial: {\displaystyle \Delta H_{z}+k^{2}H_{z}=0\,\!}
Si posem els components transversals {\displaystyle {\vec {E}}_{s},\,{\vec {H}}_{s}} en funció dels components axials {\displaystyle E_{z},\,H_{z}}, només haurem d'integrar les equacions escalars dels components z.
De (Panovski-Phillips), les expressions de {\displaystyle {\vec {E}}_{s},\,{\vec {H}}_{s}} en funció de {\displaystyle E_{z},\,H_{z}} són:
{\displaystyle {\vec {E}}_{s}={\frac {{\vec {\nabla }}_{s}{\frac {\partial E_{z}}{\partial z}}}{k_{s}^{2}}}+j{\frac {\omega \mu }{k_{s}^{2}}}{\vec {\nabla }}_{s}\times {\vec {H}}_{z}}
{\displaystyle {\vec {H}}_{s}={\frac {{\vec {\nabla }}_{s}{\frac {\partial H_{z}}{\partial z}}}{k_{s}^{2}}}+j{\frac {\omega \epsilon }{k_{s}^{2}}}{\vec {\nabla }}_{s}\times {\vec {E}}_{z}}
Per tal d'integrar les equacions escalars de {\displaystyle E_{z}} i {\displaystyle H_{z}}, les posarem en la forma:
{\displaystyle \Delta \Psi +k^{2}\Psi =0\,\!}
i utilitzarem el mètode de separació de variables. Fem:
{\displaystyle \Psi (s,z)=f(s)Z(z)\,\!}
i podrem escriure:
{\displaystyle \Delta _{s}f+k_{s}^{2}f=0\,\!}
{\displaystyle Z''+k_{z}^{2}Z=0\,\!}
on:
{\displaystyle k^{2}=k_{s}^{2}+k_{z}^{2}\,\!}
Les solucions de l'equació {\displaystyle Z''+k_{z}^{2}Z=0\,\!}, són de la forma:
{\displaystyle Z(z)=A\,e^{\pm jk_{z}z}\,\!}
i, d'ací, podem escriure:
{\displaystyle \Psi (s,z)=f(s)\,e^{\pm jk_{z}z}\,\!} (hem inclòs la constant A dins de la funció f(s).
Els components axials dels camps seran:
{\displaystyle \left.{\begin{matrix}E_{z}\\H_{z}\end{matrix}}\right\}=f(s)\,e^{\pm jk_{z}z}\,e^{j\omega t}\,\!}
Donat que la guia és indefinida en la direcció z, no podem aplicar condicions de contorn en aquesta direcció, llavors, {\displaystyle k_{z}} pot tenir qualsevol valor. Ho podem posar com:
{\displaystyle \left.{\begin{matrix}E_{z}\\H_{z}\end{matrix}}\right\}=f(s)\,e^{-j(\pm k_{z}z-\omega t)}\,\!}
La {\displaystyle k_{z}\,\!} esdevé aleshores la constant de propagació de la guia i l'anomenarem:
{\displaystyle k_{g}\equiv k_{z}}
tindrem, doncs:
{\displaystyle \left.{\begin{matrix}E_{z}\\H_{z}\end{matrix}}\right\}=f(s)\,e^{-j(\pm k_{g}z-\omega t)}\,\!}
La resolució de les equacions d'ona transversals (coneguda la geometria de la secció transversal de la guia) ens proporcionarà les funcions f(s). Aleshores, podrem imposar les condicions d{\displaystyle k_{s_{i}}\,\!}e contorn i obtindrem els autovalors {\displaystyle k_{s_{i}}\,\!} i les corresponents autofuncions {\displaystyle f_{i}(s)\,\!}.
Determinats els autovalors, podrem calcular {\displaystyle k_{g}\,\!}:
{\displaystyle k^{2}=k_{s}^{2}+k_{g}^{2}\quad \to \quad k_{g}={\sqrt {k^{2}-k_{s}^{2}}}\,\!}
on {\displaystyle k={\frac {\omega }{v}}\,\!}, i {\displaystyle \omega \,\!} és la freqüència que apliquem a un extrem de la guia.
La geometria determina la {\displaystyle k_{s}\,\!}, i per tant, per cada {\displaystyle \omega \,\!} i cada {\displaystyle k_{s}\,\!} podrem calcular la constant de propagació en la guia, {\displaystyle k_{g}\,\!}.
Però pot passar que: